# Olsäter
Olsäter är en småort i Övre Ulleruds distrikt (Övre Ulleruds socken) i Forshaga kommun, belägen ca 12 km norr om tätorten Deje.
I Olsäter finns Bolist och en skola. Det finns dessutom fotbollsplan, hockeyrink och gymnastiksal. Sportföreningen Olsäter SK bildades här.